# 3353 Jarvis
3353 Jarvis este un asteroid din centura principală, descoperit pe 20 decembrie 1981 de Edward Bowell.